# 马利宝朗姆酒
马利宝朗姆酒是一款使用天然椰子萃取物酿造的风味朗姆酒，酒精含量约为21.0％。目前马利宝品牌由保乐-利加集团持有。虽然马利宝是一款水果风味朗姆酒，然而官方也将其划分为以朗姆酒为基酒的力娇酒。
尽管马利宝朗姆酒的酒瓶被做成不透明的白色（瓶子表面包裹了一层塑料包装膜），酒水实际上是透明无色的。马利宝朗姆酒比普通朗姆酒较粘稠。

## 历史
马利宝朗姆酒的原型是库拉索岛的椰子和朗姆酒调制的水果风味烈酒。一开始这款酒的用途只是用来调制鳳梨可樂達。随着这款酒的风靡，生产被转移到了巴巴多斯的西印度群岛朗姆酒酿酒有限公司（West Indies Rum Distillery Ltd.），同时也提升了配料的品质。"马利宝“品牌随后被帝亚吉欧公司持有，并在2002年买给了联合多美（Allied Domecq）集团。2005年保乐-利加集团收购联合多美之后，持有“马利宝”品牌直到今天。

## 版本
马利宝朗姆酒从最初的椰子味朗姆酒演化出了众多不同的版本。第一个演化出来的版本是马利宝莱姆味朗姆酒，只在牙买加和法国的夜店里销售。虽然在牙买加受到了一定程度的成功，但是它在法国并没有受到欢迎，最终在2003年停止了这款产品。目前市场上的各种版本有百香果味朗姆酒，蜜瓜味朗姆酒，菠萝味朗姆酒，芒果味朗姆酒和香蕉味朗姆酒。

## 饮用
每一款马利宝朗姆酒都可以直接饮用，加冰饮用或者加奶饮用。当然更加普遍的喝法包括添加各种混合果汁或软饮料比如可乐或Solo汽水，称之为牙买加柠檬水。
马利宝朗姆酒也经常用来调制各种鸡尾酒，如椰子味朗姆酒混合菠萝汁以及百加得151朗姆酒调制的Caribou Lou鸡尾酒；使用等份的野格圣鹿、马利宝和菠萝汁可以调制出Surfer on Acid鸡尾酒；将Berocca泡腾片放入水中，起反应后加入马利宝朗姆酒就制作出了Rum-rocca鸡尾酒。